# Pedro Domingo Murillo (patriota)
Pedro Domingo Murillo (La Paz, 17 settembre 1757 – La Paz, 29 gennaio 1810) è stato un politico peruviano che svolse un ruolo chiave nell'indipendenza della Bolivia.

## Biografia
Era figlio di Juan Ciriaco Murillo, che proveniva da una delle famiglie d'élite, mentre sua madre Mary Ascencia Carasco era di origine nativa. Juan Ciriaco si era formato per il sacerdozio nella chiesa cattolica, diventando sacerdote subito dopo la nascita di Pedro e si prese cura della sua educazione. Si pensa che Pedro avesse frequentato il Collegio Seminario de San Carlos, a La Paz. All'Università Università di San Francisco Xavier, studiò legge, ma lasciò prima di completare gli studi. All'età di 21 anni, aveva sposato Olmedo Manuel de la Concha a Potosí, la città mineraria dell'argento ad alta quota ai piedi del Cerro Rico. Nel giro di 3 anni la famiglia, con almeno due figli, si trasferì a Irupana.
Fin dai primi giorni coloniali, il controllo dell'alto Perù da parte della corona spagnola era stato saldo. La fine del 1780 ci fu la ribellione di Túpac Amaru II. Nell'aiutare a sedarla Murillo si distinse e fu nominato luogotenente della Milizia.
Nel giro di cinque anni, Juan Ciriaco Murillo morì lasciando la maggior parte della sua fortuna ai figli di Pedro. La sua zia paterna, Catalina Felipe, intentò una causa contestando questa decisione. In un primo momento non ebbe esito favorevole, tuttavia, nei documenti presentati alla corte, Murillo aveva affermato falsamente di avere una laurea in legge.
Questo inganno era stato ottenuto con un po' di astuzia. Prima, Pedro aveva abusato della buona volontà di un rettore dell'Università San Francesco Saverio di Chuquisaca. La data fissata per sostenere l'esame era nota solo al procuratore generale del governo coloniale, Real Audiencia. Murillo affermò che la sua presentazione era avvenuta tramite il notaio Sebastian del Toro, che lavorava regolarmente per i membri della Real Audiencia. Il certificato era stato presentato giorni prima, ma il giorno era stato "dimenticato". Sebbene privo di certificato, Murillo affermò di aver superato brillantemente l'esame e di aver conseguito la laurea in legge. Un anno dopo, a La Paz, Murillo venne denunciato per aver falsificato la sua abilitazione all'esercizio della professione forense. Sfidato dal giudice Sebastian Segurola, un amico, a presentare il certificato originale, Murillo scomparve. Una perquisizione a casa sua rivelò la presenza di documenti falsificati con la calligrafia di Murillo. Da lui falsificate erano state le firme di ben quattro notai, come attestarono successivamente ciascuno di essi.
Nella causa contro sua zia emerse la verità. Murillo non solo perse la causa, ma anche la sua professione falsamente attestata. Il fatto venne considerato oltraggio alla corte e dovette fuggire. Perdonato all'inizio del 1789, si cimentò nell'estrazione mineraria.
La preoccupazione sorse in tutto il Sudamerica spagnolo quando le forze francesi tornate in Spagna, guidate da Bonaparte, forzarono la caduta di Ferdinando VII in quella che sembrava l'usurpazione della corona spagnola da parte del fratello di Napoleone, Giuseppe. I ricordi covavano anche della violenta repressione, di 30 anni prima, delle rimostranze delle comunità indigene nell'alto Perù. Nel 1805 Murillo faceva parte di un gruppo che cospirava contro il governo spagnolo, ma fu scoperto e processato.
Il governo regionale dell'Alto Perù a Chuquisaca, la Real Audiencia di Charcas, si sentì a disagio per la lealtà del governatore locale. Supportato dalla facoltà dell'Università San Francesco Saverio di Chuquisaca, lo depose e formò una giunta il 25 maggio 1809. Con il re impedito di regnare, la logica suggeriva agli indii di governarsi da soli. Prese cpsì il via un movimento di autodeterminazione con il suono incessante della campana della Basilica di San Francesco Saverio a Chuquisaca (oggi Sucre). Nel frattempo, Murillo stava complottando a La Paz, guidando una vera e propria ribellione il 16 luglio. Alcuni giorni dopo, in una giunta autoproclamatasi Junta Tuitiva ("giunta protettrice"), Murillo chiese niente di meno che la secessione dell'alto Perù dall'Impero spagnolo. Si dice che avesse affermato che la rivoluzione stava "accendendo una lampada che nessuno sarebbe stato in grado di spegnere". Questo tocca un punto irrisolto (vedi storiografia della rivoluzione di Chuquisaca). Da alcuni in Bolivia (ma non in Ecuador) il momento è rivendicato come la scintilla che ha acceso la Liberazione del Sud America dalla Spagna (Primer grito libertario).
Per reprimere quella che era diventata una grave insurrezione, furono inviate truppe realiste, alcune dal Vicereame del Perù e altre da Buenos Aires. Sebbene alcuni reggimenti comprendenti nativi si rifiutarono di intervenire contro un movimento dichiaratamente patriottico, la rivolta fu repressa. Murillo dovette fuggire, ma fu catturato. Fu impiccato, insieme ad altri, il 29 gennaio 1810, dove fece la seguente dichiarazione:
(Pedro Domingo Murillo)
Ogni 16 luglio a La Paz, la popolazione locale onora quelli che sono considerati gli atti patriottici del 1809. Una celebrazione regionale inizia quando le varie autorità nazionali e locali collaborano per accendere la Fiaccola della Libertà in quella che viene soprannominata la casa del martire. Segue una parata attraverso il centro di La Paz. Le loro torce simboleggiano quella che Murillo sosteneva di aver acceso e i cittadini formano la "Sfilata di fiaccole".